# Daniel Pettersson (handbollsspelare)
Daniel "DP" Pettersson, född 6 maj 1992 i Eskilstuna, är en svensk handbollsspelare (högersexa).
Daniel Pettersson började spela handboll för det svenska klubblaget IF Guif (som 2010 bytte namn till Eskilstuna Guif). 2011 gjorde han första säsongen i klubbens A-lag, i elitserien (nuvarande Handbollsligan). Efter fem säsonger i elitserien lämnade han Guif för spel i Bundesligaklubben SC Magdeburg. Han hann debutera i A-landslaget i mars 2014 mot Tyskland innan dess.

## Meriter
Med klubblag
- EHF Champions League 2023 med SC Magdeburg
- EHF European League 2021 med SC Magdeburg
- IHF Super Globe 2021, 2022 och 2023 med SC Magdeburg
- Tysk mästare 2022 och 2024 med SC Magdeburg
- DHB-Pokal 2024 med SC Magdeburg
- DHB-Pokal 2019, 2022 och 2023 med SC Magdeburg
- EHF European League 2022 med SC Magdeburg
- EHF European League 2017 och 2018 med SC Magdeburg

Med landslag
- Guld vid U21-VM 2013 med Sveriges U21-landslag
- Silver vid VM 2021
- Guld vid EM 2022
- Brons vid EM 2024